# باشگاه فوتبال استاینز لاماس
باشگاه فوتبال استاینز لاماس (به انگلیسی: Staines Lammas Football Club) یک باشگاه فوتبال در شهر استاینز، کشور انگلستان است که در سال ۱۹۲۶ میلادی تأسیس شده‌است.